# Графский, Михаил Григорьевич
Михаил Григорьевич Графский — советский хозяйственный, государственный и политический деятель, Герой Социалистического Труда.

## Биография
Родился в 1907 году во Владимирской губернии. Член ВКП(б).
Был в счастливом браке со своей избранницей, но к сожалению она погибла, когда самой младшей из трёх дочерей было 4 года. Женился второй раз.
Младшая дочь — Графская Галина Михайловна была так же награждена орденом социалистического труда за доблестный труд в течение 40 в воспитании детей.
В честь Графского М.Г так же был выведен отдельный сорт яблок -«Подарок Графского»
С 1925 года — на хозяйственной, общественной и политической работе. В 1925—1984 гг. — в подсобном хозяйстве, колхозник, животновод, председатель совхоза, директор государственного племенного завода имени 17-го МЮД (Международного юношеского дня) Суздальского района Владимирской области.
Указом Президиума Верховного Совета СССР от 23 декабря 1976 года присвоено звание Героя Социалистического Труда с вручением ордена Ленина и золотой медали «Серп и Молот».
Избирался депутатом Верховного Совета РСФСР 7-го созыва.
Умер в 1993 году в посёлке Садовый.